# 2011 en Guinée
2009 en Guinée - 2010 en Guinée - 2011 en Guinée - 2012 en Guinée - 2013 en Guinée
 2009 par pays en Afrique - 2010 par pays en Afrique - 2011 par pays en Afrique - 2012 par pays en Afrique] - 2013 par pays en Afrique -

## Chronologie

### Février 2011
- Mardi 22 février 2011, le président Alpha Condé, en présence de l’ancien président brésilien Lula da Silva a posé la première pierre du chemin de fer qui reliera la capitale Conakry à Kankan[1].

### Juillet 2011
- Le 19 juillet, une tentative de Coup d'État a lieu contre Alpha Condé à sa résidence présidentielle[2].